# Seznam předsedů Sociální demokracie (Česko)
Toto je seznam předsedů české sociální demokracie:

## Seznam předsedů

### Sociálně demokratická strana českoslovanská v Rakousku
| Pořadí | Portrét | Osoba                           | Funkční období |
| ------ | ------- | ------------------------------- | -------------- |
| 1      |         | Josef Boleslav Pecka-Strahovský | 1878–?         |
| 2      |         | Josef Hybeš                     | 1887–1893      |

### Českoslovanská sociálně demokratická strana dělnická
| Pořadí | Portrét | Osoba          | Funkční období |
| ------ | ------- | -------------- | -------------- |
| 3      |         | Josef Steiner  | 1893–1905      |
| 4      |         | Antonín Němec  | 1905–1915      |
| 5      |         | Bohumír Šmeral | 1916–1917      |

### Československá sociálně demokratická strana dělnická
| Pořadí | Portrét | Osoba         | Funkční období                                      |
| ------ | ------- | ------------- | --------------------------------------------------- |
| (4)    |         | Antonín Němec | 1917–1925                                           |
| 6      |         | Antonín Hampl | 1925–1938 (1938–1939 předseda Národní strany práce) |

### Československá sociální demokracie
| Pořadí | Portrét | Osoba             | Funkční období         |
| ------ | ------- | ----------------- | ---------------------- |
| 7      |         | Zdeněk Fierlinger | 1945–1947              |
| 8      |         | Bohumil Laušman   | 1947–1948              |
| (7)    |         | Zdeněk Fierlinger | 1948 (březen – červen) |

### Československá sociální demokracie v exilu
| Osoba         | Funkční období |
| ------------- | -------------- |
| Blažej Vilím  | 1948           |
| Václav Majer  | 1948–1972      |
| Vilém Bernard | 1973–1989      |
| Karel Hrubý   | 1989–1990/95   |

### Československá sociální demokracie
| Pořadí | Portrét               | Osoba           | Funkční období                   |
| ------ | --------------------- | --------------- | -------------------------------- |
| 9      | Není dostupný portrét | Slavomír Klaban | 1989–1990                        |
| 10     |                       | Jiří Horák      | 25. března 1990 – 28. února 1993 |

### Česká strana sociálně demokratická
| Pořadí | Portrét                           | Osoba            | Funkční období                      |
| ------ | --------------------------------- | ---------------- | ----------------------------------- |
| 11     |                                   | Miloš Zeman      | 28. února 1993 – 7. dubna 2001      |
| 12     |                                   | Vladimír Špidla  | 7. dubna 2001 – 26. června 2004     |
| 13     |                                   | Stanislav Gross  | 26. června 2004 – 26. března 2005   |
| 13     | 26. března 2005 – 24. září 2005   | Stanislav Gross  |                                     |
| —      |                                   | Bohuslav Sobotka | 24. září 2005 – 13. května 2006     |
| 14     |                                   | Jiří Paroubek    | 13. května 2006 – 7. června 2010    |
| —      |                                   | Bohuslav Sobotka | 7. června 2010 – 18. března 2011    |
| 15     | 18. března 2011 – 15. června 2017 | Bohuslav Sobotka |                                     |
| —      |                                   | Milan Chovanec   | 15. června 2017 – 18. února 2018    |
| 16     |                                   | Jan Hamáček      | 18. února 2018 – 25. října 2021     |
| —      |                                   | Roman Onderka    | 25. října 2021 – 10. prosince 2021  |
| 17     |                                   | Michal Šmarda    | 10. prosince 2021 – 22. června 2023 |

### Sociální demokracie
| Pořadí | Portrét | Osoba         | Funkční období                  |
| ------ | ------- | ------------- | ------------------------------- |
| 17     |         | Michal Šmarda | 22. června 2023 – 5. října 2024 |
| 18     |         | Jana Maláčová | 5. října 2024 – dosud           |

## Další vedení

### Seznam ústředních tajemníků
- Antonín Brůha (1904–1914)
- Josef Teska & Václav Houser (1914–1918)
- František Tomášek (1918)
- Josef Teska & Emanuel Škatula (1918–1920)
- Jaroslav Marek (1924–1926)
- Vojtěch Dundr (1926–1938)
- Blažej Vilím (1945–1948)
- Jiří Paroubek (1990)
- Jozef Wagner (1990–1991)
- Julius Lopata (1991–1993)
- Jiří Havlíček (2006–2010)
- Michal Kucián
- Miroslav Adámek (od 2023)